# ری کان-مو
ری کان-مو (انگلیسی: Ri Kun-mo; زاده ۵ آوریل ۱۹۲۶ – درگذشته ۲۰۰۱ (۷۴−۷۵ سال)) سیاست‌مدار اهل کره شمالی بود. وی از ۲۹ دسامبر ۱۹۸۶ تا ۱۲ دسامبر ۱۹۸۸ نخست‌وزیر این کشور بود.
ری کان-مو در سال ۲۰۰۱، در سن ۷۴ سالگی درگذشت.